# Onze-Lieve-Vrouw-van-Bijstandkapel (Ressegem)

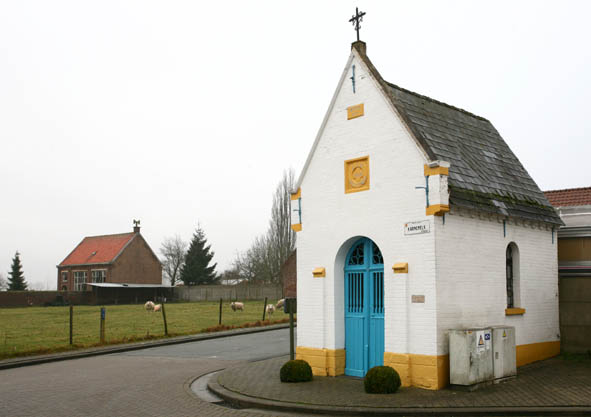
Onze-Lieve-Vrouw-van Bijstandkapel

De Onze-Lieve-Vrouw-van-Bijstandkapel is een kapel in de tot de Oost-Vlaamse gemeente Herzele behorende plaats Ressegem, gelegen aan de Borsbekestraat.
Het betreft een eenvoudige bakstenen kapel op rechthoekige plattegrond die gebouwd is in 1713. In 2013 werd de kapel, na herstel, weer plechtig ingewijd.